# 松本和将
松本 和将（まつもと かずまさ、1979年 - ）は、日本のピアニスト。

## プロフィール
岡山県倉敷市中庄出身。国内外で演奏活動を展開している。
2003年にエリザベート王妃国際音楽コンクールでピアノ部門5位入賞。
ドイツに留学していたことからベートーヴェン、ブラームスなどのドイツ物を得意とする一方、幼い頃より最も多く演奏している作曲家であるショパンの作品にも精通し、2009年から3年連続でオールショパンプログラムによる全国ツアーを行う。
東京でのリサイタル(東京文化会館、浜離宮朝日ホール)はライブ録音され、「ショパンへのオマージュ」シリーズとしてリリースされた。
室内楽にも愛情を注ぎ、2010年、上里はな子(vn.)、向井航とともにピアノトリオを結成。

## 受賞歴
- 第48回全日本学生音楽コンクール全国優勝（中学3年、初リサイタルも開催）
- 第67回日本音楽コンクール優勝、併せて増沢賞、金賞
- ホロヴィッツ記念国際ピアノコンクール第3位
- 第53回ブゾーニ国際ピアノコンクール第4位
- エリザベート王妃国際音楽コンクール（世界三大コンクールの1つ）第5位
- 岡山県芸術特別顕賞
- 倉敷市芸術文化栄誉章（1998年度）[3]
- 福武文化奨励賞
- マルセン文化賞
- エネルギア音楽賞

## ディスコグラフィ
- ライブシリーズ第6弾 月光 (2016年8月26日)
- ライブシリーズ第5弾 熱情 (2014年8月29日)
- 上里はな子、松本和将 フランク、グリーグ:ヴァイオリンソナタ (2014年6月25日)
- まつきとわたるとはなこのトリオ ピアノ三重奏曲「偉大な芸術家の思い出に」 (2014年3月26日)
- ライブシリーズ第4弾 子供の情景 (2013年12月18日)
- ショパンへのオマージュⅢ ～苦悩から昇華へ (2012年8月22日)
- ショパンへのオマージュⅡ ～時空を超えた会話 (2011年7月21日)
- ショパンへのオマージュ ～誇り高き魂 (2010年6月23日)
- ピアノのための後期ロマン派名曲集 上・下巻 (2009年7月22日)
- 静止した夢のパヴァーヌ (2005年1月21日)
- 2003エリザベート王妃国際コンクールの松本和将 (2004年9月22日)
- アパッショナータ (2003年11月21日)
- グランタンゴ(チェロ：趙静) (2003年7月23日)
- 展覧会の絵 (2002年2月21日)
- モノローグ (2001年1月24日)
- ヴォカリーズ (2000年1月21日）

## 師事
- 谷口厚子
- 芦田田鶴子
- 中島和彦
- 角野裕
- 御木本澄子
- 迫昭嘉
- パスカル・ドヴァイヨン

## 共演
- プラハ・フィルハーモニー管弦楽団
- ベルギー国立管弦楽団
- 読売日本交響楽団
- 日本フィルハーモニー交響楽団
- 新日本フィルハーモニー交響楽団
- 東京交響楽団
- 東京交響楽団
- 東京フィルハーモニー交響楽団
- 東京シティ・フィルハーモニック管弦楽団
- 札幌交響楽団
- 大阪フィルハーモニー交響楽団
- 岡山フィルハーモニック管弦楽団
- 関西フィルハーモニー管弦楽団
- 倉敷音楽祭祝祭管弦楽団
- 小林研一郎
- クリスティアン・アルミンク
- ジルベール・ヴァルガ
- 飯守泰次郎
- 広上淳一
- 秋山和慶
- 高関健
- 梅田敏明
- 飯森範親
- 井上道義
- イザベル・ファウスト
- 宮本文昭
- 中嶋彰子
- 岩崎洸
- 渡辺玲子
- 趙静
- 松田理奈
- 佐藤俊介
- 長原幸太
- 岡崎慶輔
- 鈴木康浩
- 金子鈴太郎
- 平野公崇
- 藤木大地